# Чорний Мис (Убінський район)
Чорний Мис (рос. Чёрный Мыс) — село у Убінському районі Новосибірської області Російської Федерації.
Входить до складу муніципального утворення Черномисінська сільрада. Населення становить 370 осіб (2010).

## Історія
Згідно із законом від 2 червня 2004 року органом місцевого самоврядування є Черномисінська сільрада.

## Населення
| 2002 | 2007 | 2010 |
| ---- | ---- | ---- |
| 582  | ↘553 | ↘370 |